# Pozuelo de la Orden
Pozuelo de la Orden es un municipio de España, en la provincia de Valladolid, comunidad autónoma de Castilla y León. Tiene una superficie de 20,72 km² con una población de 63 habitantes y una densidad de 3,04 hab/km².

## Geografía
Dice Sebastián de Miñano, en su Diccionario geográfico-estadístico de España y Portugal. Volumen 7 (Pierart-Peratta, 1827), p. 112, del emplazamiento de Pozuelo de la Orden: «Situada en lugar bastante elevado, con despejado cielo; clima sano, y abundante de aguas».

## Historia
Su poblamiento podría haber sido remoto, incluso prerromano, al considerarse que podría haber restos de la cultura castreña, pues en el teso de La Magdalena, en el término municipal de Pozuelo de la Orden, se piensa que hubo un antiguo castro.
A principios del siglo X, un mozárabe llamado Ebrahem, vecino de Villalbín, donó a los monjes del monasterio de Sahagún unas tierras que los religiosos llamaron villa Pozolos. El 11 de noviembre de 944, el rey Ramiro II de León, a petición de los monjes de Sahagún que habían roturado y repoblado esas tierras, confirmó la donación de Ebrahem y proclamó «su pertenencia exclusiva al monasterio con todos su moradores y términos».
En 958, el rey Ordoño IV entregó Pozuelo a la Catedral de León. El 8 de julio de 985, Jimena Muñoz, hija del conde Munio Flaínez y su esposa Froiloba Bermúdez, donó varios bienes que había adquirido con su esposo, Gonzalo Gómez, en varias localidades, entre ellas, Pozuelo, al monasterio de Sahagún, donación que confirmó en su testamento otorgado el 24 de junio de 989. En este último documento, Jimena explica que la villa de Pozolos la había comprado su suegro Gome Mirélliz y que la había heredado su hijo Gonzalo Gómez, el marido de Jimena.
El 17 de julio de 1049, el rey Fernando I y la reina Sancha de León restituyeron la serna de Pozuelo al obispo Cipriano de León, haciendo referencia a que fue poblada por el conde de castilla Sancho García, a través de su vasallo Munio Gudestéiz.
En su testamento otorgado el 11 de noviembre de 1099, la infanta Elvira, hija del rey Fernando I, donó su ración en Pozuelo de la Orden a San Isidoro de León para compensar su donación de Villaquilambre a Diego Alvítiz.  Su hermano, el rey Alfonso VI de León, el 6 de mayo de 1103 donó a San Isidoro varias iglesias y villas y se refiere a «Poçol de Campos (que doy) íntegramente con sus términos antiguos (...) a favor de San Isidoro».
Especial relevancia tiene la existencia del «Fuero de Pozuelo de Campos». Fue otorgado por Mayor Martínez y sus hijos Martín y Elvira Pérez a los pobladores de Pozuelo de Campos, entre 1139 y 1149.  Tiene diversas particularidades, pese a seguir al Fuero de Villamayor. En primer lugar, resalta que en él se lee por vez primera el término «adobe», aunque con la grafía «adoves», cuando, al hablar de una casa se dice «y si no se vendiese ciérrese su puerta con adobes». También tiene interés la regulación que hace del abandono de los esposos, imponiendo en tal caso una multa mayor a la esposa que al esposo: «Si alguien dejare a su mujer, pague a Palacio cinco sueldos, y si la mujer abandonare a su marido, pague diez sueldos a Palacio».
El 1 de abril de 1155, Mayor Martínez, ya viuda de su esposo, Pedro Pardo, donó la villa de Pozuelo al monasterio de San Pelayo en Oviedo en sufragio de su alma y la de sus padres, Martín Muñoz de Montemayor y Elvira Sisnández. Años más tarde, en 1174, el obispo Esteban de Zamora, falló a favor de San Isidoro de León el litigio que mantenía con San Pelayo de Oviedo por la propiedad de Pozuelo ya que, aunque Mayor había donado la villa a San Pelayo, San Isidoro de León alegó que Mayor y su esposo Pedro Pardo habían donado todos sus bienes para cuando fallecieran a San Isidoro y pidieron ser enterrados en el claustro.
El 20 de mayo de 1181, San Isidoro de León, cabeza del infantado, cedió Pozuelo a los Hospitalarios y en 1347, la villa se incorporó a la encomienda de Baltanás de la Orden de Santiago.  Sería a partir de esa 1181 cuando Pozuelo de Campos comenzó a llamarse Pozuelo de la Orden.
Estuvo amurallado en los siglos XII y XIII y tuvo un castillo de argamasa de cierta relevancia, pues este castillo aparece como fianza en una carta de 1207 en la que el rey Alfonso IX de León lo utiliza para garantizar el Tratado de Cabreros, de un año antes, con el rey Alfonso VIII de Castilla. Aún se conservan restos de esa muralla.
Pese a que nunca dispuso de un número muy grande de habitantes, poseyó numerosos edificios religiosos. Además de la muy relevante parroquia de Santo Tomás, cuyos restos de adobe aún se conservan, tuvo al menos en el siglo XVI cuatro ermitas, la de los Mártires, dedicada a San Fabián y San Sebastián, que era uno de los patrones contra la peste; la ermita de la Magdalena; la de Santa Marina y la de Santa Ana, que es la única que actualmente se mantiene en pie en el pueblo y está activa.

## Geografía humana

### Demografía
Cuenta con una población de 50 habitantes (INE 2024).
| Gráfica de evolución demográfica de Pozuelo de la Orden entre 1842 y 2021                                             |
| |
| Población de derecho según los censos de población del INE. Población de hecho según los censos de población del INE. |

| 439                       | 479 | 436 | 412 | 495 | 518 | 454 | 388 | 379 | 407 |
| (Fuente: INE [Consultar]) |     |     |     |     |     |     |     |     |     |

| 369                       | 267 | 77 | 75 | 60 | 49 |
| (Fuente: INE [Consultar]) |     |    |    |    |    |

## Administración y política
| Periodo   | Nombre                            | Partido                                                       |
| --------- | --------------------------------- | ------------------------------------------------------------- |

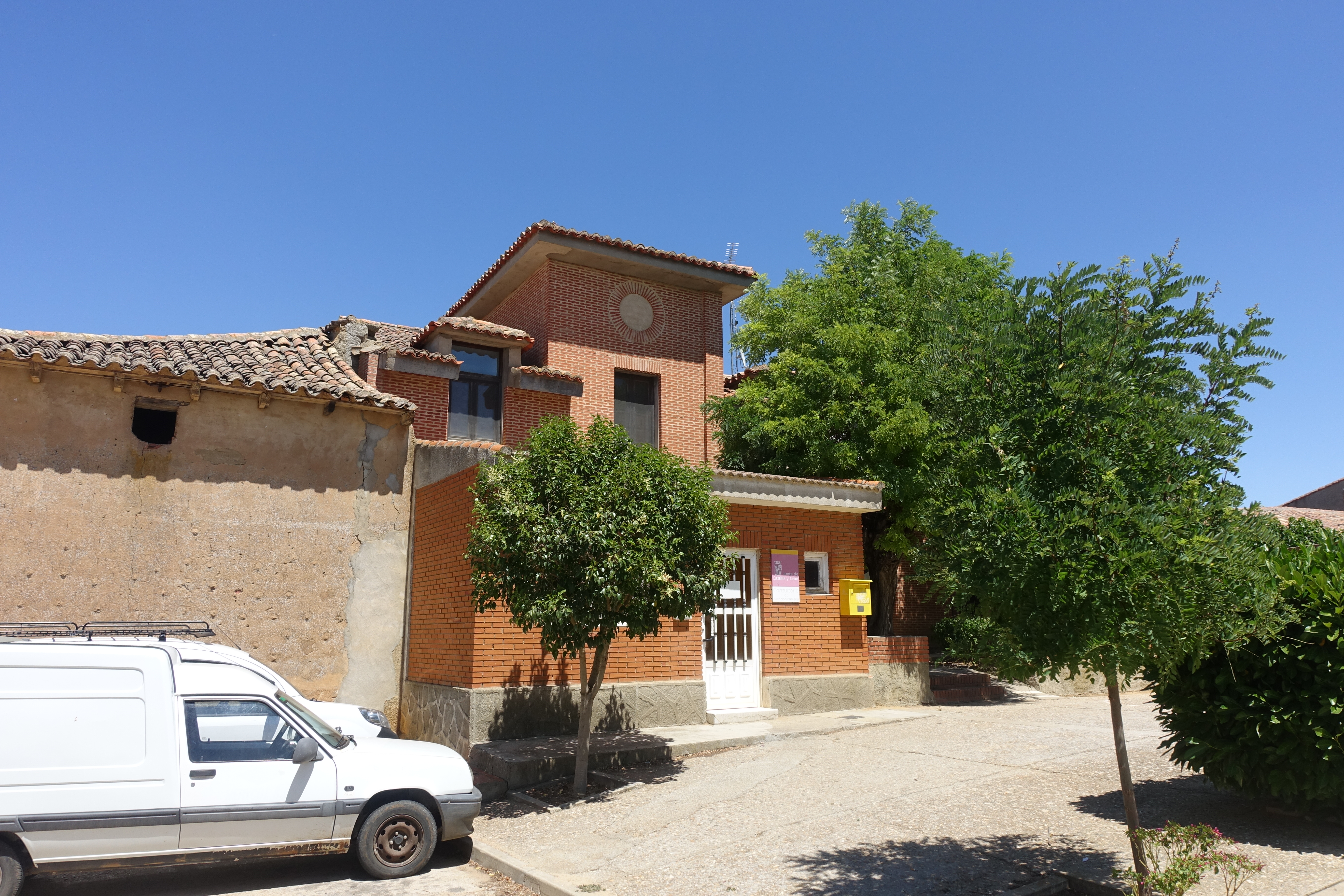
Casa consistorial

| 1979-1983 | Sandalio San José Gutiérrez       | UCD                                                           |
| 1983-1987 | Valeriano Vicente Rubia           | Alianza Popular / Partido Demócrata Popular / Partido Liberal |
| 1987-1991 | Valeriano Vicente Rubia           | Alianza Popular                                               |
| 1991-1995 | Ángel María Villafáfila Gutiérrez | PP                                                            |
| 1995-1999 | Ángel María Villafáfila Gutiérrez | PP                                                            |
| 1999-2003 | Ángel María Villafáfila Gutiérrez | PP                                                            |
| 2003-2007 | Ángel María Villafáfila Gutiérrez | PP                                                            |
| 2007-2011 | Ángel María Villafáfila Gutiérrez | PP                                                            |
| 2011-2015 | Ángel María Villafáfila Gutiérrez | PP                                                            |
| 2015-2019 | Juan María Gutiérrez Gutiérrez    | PP                                                            |

## Monumentos y lugares de interés

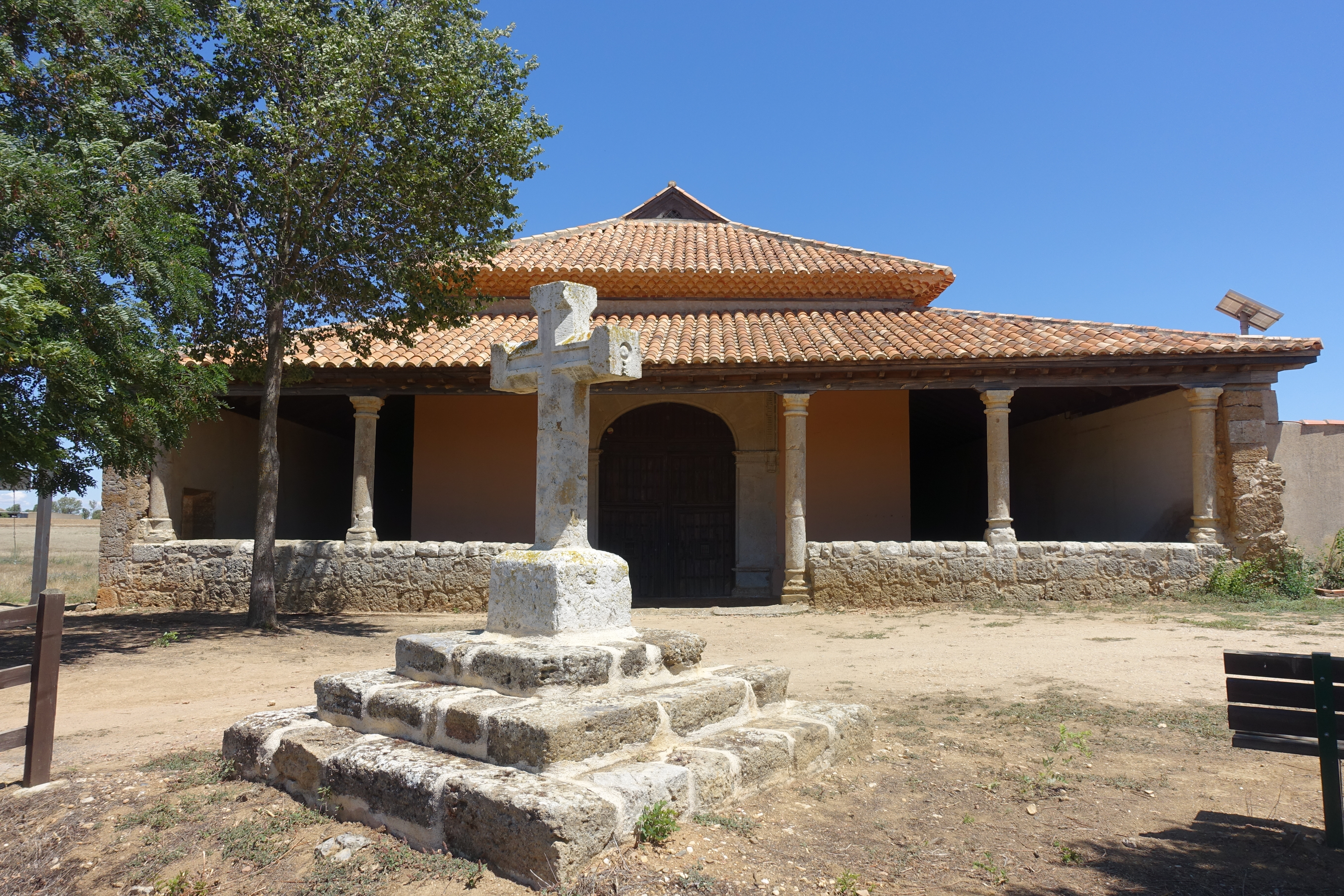
Ermita de Santa Ana

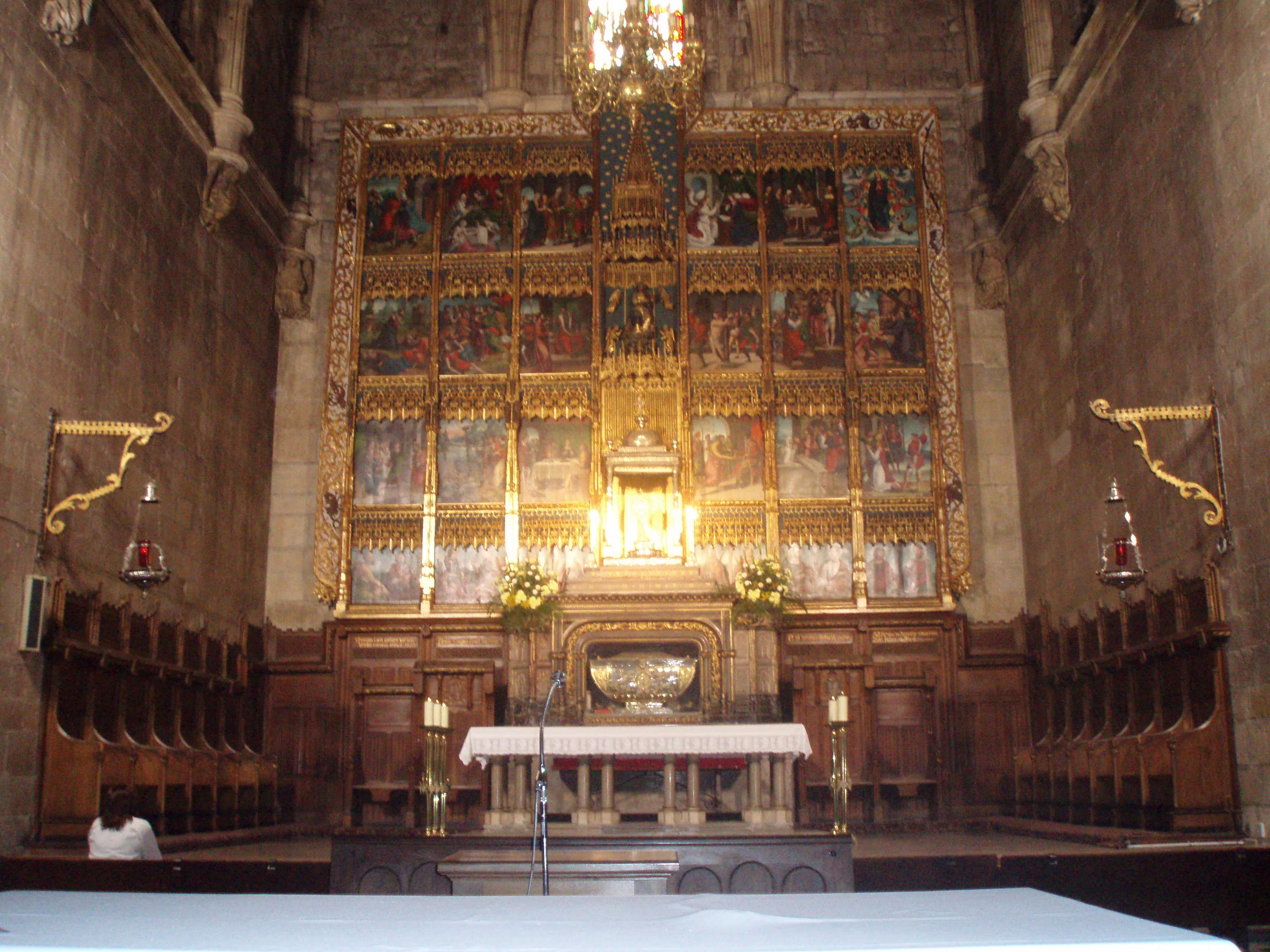
Retablo mayor de la iglesia de Pozuelo de la Orden, actualmente en la Colegiata de San Isidoro de León, formado por 24 tablas pintadas por Lorenzo de Ávila, Antonio Vázquez y Andrés de Melgar

- Ermita de Santa Ana. Edificio de piedra y tapial, de una sola nave, cubierta con armadura mudéjar del siglo XVI, con doce pinturas del Antiguo Testamento. Coro alto a los pies, de madera siglo XVI. Puerta a los pies en arco carpanel, con herrajes de la época, y cerrojo del siglo XVI. Un pórtico rodea la ermita. Delante de la puerta hay una cruz de piedra. Espadaña de un cuerpo de ladrillo a los pies. El presbiterio es un retablo barroco del primer tercio del siglo XVII, con pintura de la Magdalena en el ático. Pinturas de Santa Rita, Santa Lucía, Santa Apolonia, Santa Margarita y en el banco: Ángel Anunciación, Sagrada Familia, Ángel, Justicia, Virgen con el Niño y San Juanito. Retablo mayor, segundo cuarto del siglo XVII, con pintura de la Inmaculada en el ático. Pinturas: Ángel apareciéndose a un pastor, Ángel apareciéndose a una Santa, Epifanía, Presentación. En el banco: pintura de los Cuatro Evangelistas sobre tabla, de Santiago Matamoros, un obispo recibiendo a un caballero. Escultura de Santa Ana, de vestir, también del siglo XVII. Retablo barroco, primer tercio del siglo xvii, con escultura de San Isidoro, siglo XVII, y pinturas de San Isidoro, Estigmatización de San Francisco, San Antonio, San Isidoro, San Antón. Escultura de San Joaquín, del siglo XVII. Seis pinturas de santos en el banco. Cencela, de madera; primer tercio del siglo XVII. Púlpito de madera, tercer cuarto del siglo XVII. Camarín, suelo de azulejos de Talavera, siglo XVII. Techo de madera, tercer cuarto de siglo XVII.

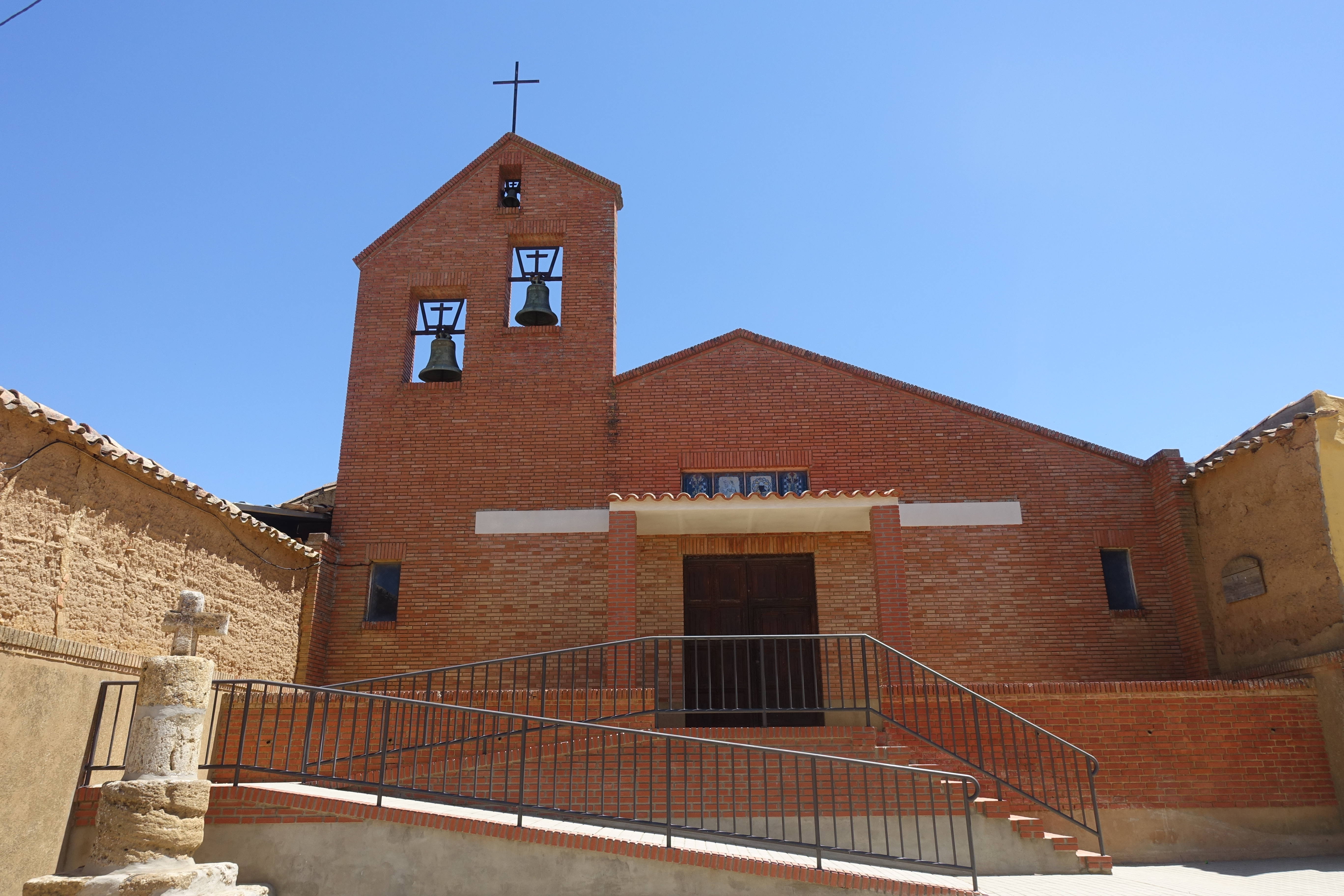
Iglesia de Santo Tomás Apóstol

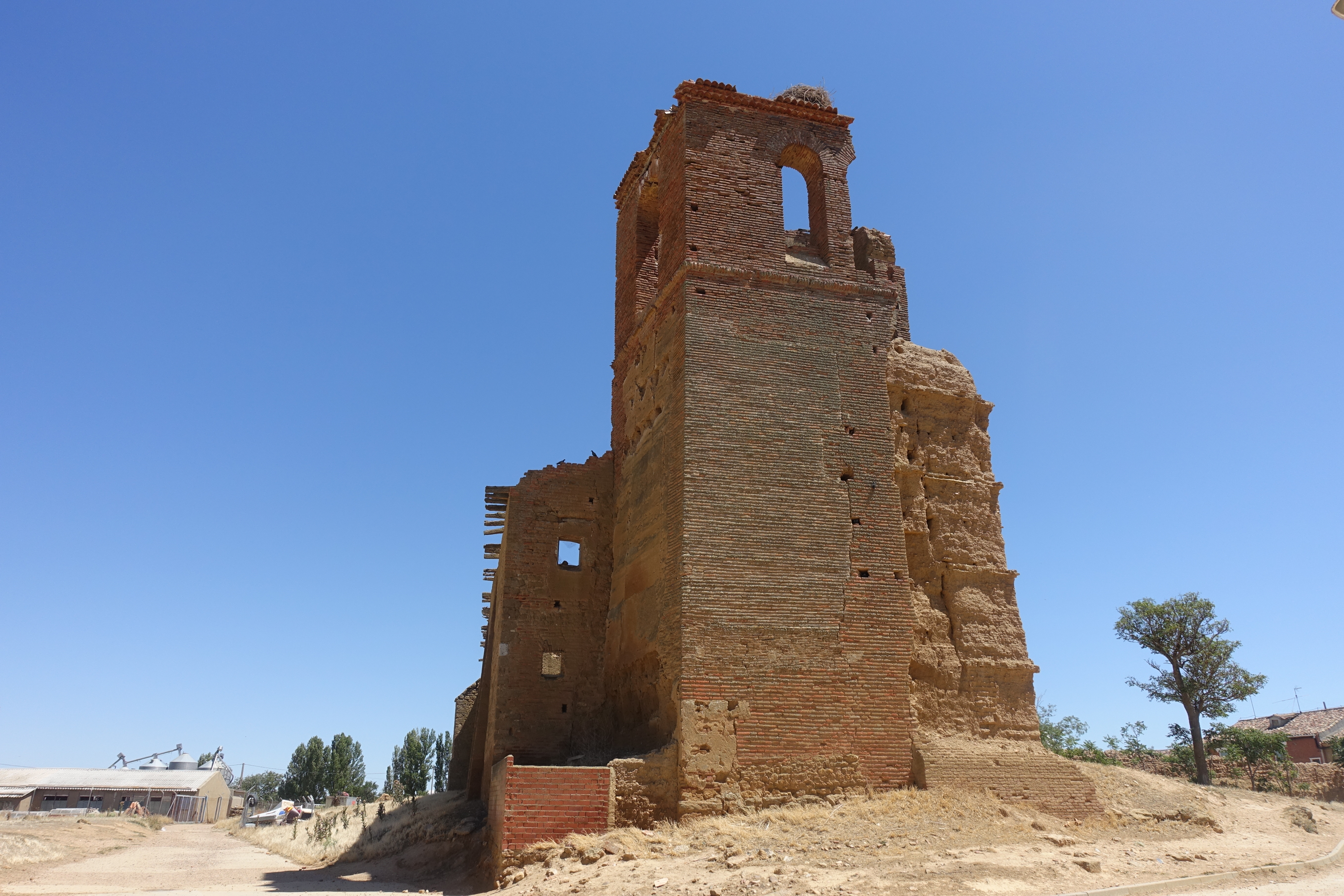
Ruinas de la antigua iglesia de Santo Tomás

- Iglesia de Santo Tomás. Merece ser visitada ya que alberga la imagen románica de Santa Ana, que se encontraba en la ermita. El retablo principal de la iglesia fue trasladado en 1920 a la Colegiata de San Isidoro de León, al haberse quemado en un incendio el retablo de esta en 1811 y estar Pozuelo de la Orden bajo la jurisdicción eclesiástica del obispado de León. Ello motivó el abandono de la iglesia. Hoy es el retablo principal del templo de la Colegiata de San Isidoro de León. El retablo era de factura aún gótica. Fue labrado entre 1525 y 1530, contando con la participación en las labores de talla y ensamblado de un maestro llamado Giralte, quizá Giralte de Bruselas, y consta de veinticuatro tablas de pintura, atribuidas por Chandler R. Post a un Maestro de Pozuelo, cabeza de serie de un amplio número de obras cuyo centro geográfico se sitúa en la ciudad zamorana de Toro.[27][28] La documentación hallada posteriormente ha permitido precisar que los trabajos de pintura se repartieron entre Lorenzo de Ávila, seguidor de Juan de Borgoña y afincado en Toro, a quien se podría identificar con el Maestro de Pozuelo creado por Post, y dos pintores vecinos de Valladolid: Antonio Vázquez, también seguidor de Borgoña, y Andrés de Melgar, oficial de Alonso Berruguete, a quien por tal motivo se atribuyen algunas de las tablas más avanzadas estilísticamente.[29]

## Cultura

### Fiestas
- San Isidoro (abril) A los 15 días de Jueves Santo se reúnen los ayuntamientos de Villafrechós y Pozuelo de la Orden para festejar el paso de San Isidoro por las localidades.

- Su fiesta patronal es el 26 de julio, día de Santa Ana, que se celebra del 25 al 27. Se lleva a cabo una procesión matinal, encabezada por el emblemático pendón blanco y morado del pueblo, desde la iglesia parroquial hasta llegar a la ermita de Santa Ana, localizada en las afueras del municipio, momento en el que se oficia una misa en honor a la patrona.